# Axel Härstedt
Axel Härstedt (ur. 28 lutego 1987 w Täby) – szwedzki dyskobol, uczestnik igrzysk olimpijskich w Rio de Janeiro (2016).

## Igrzyska olimpijskie
Wziął udział w zawodach w rzucie dyskiem na igrzyskach w Rio de Janeiro. W klasyfikacjach uzyskał odległość 65,38, zajmując 7. miejsce. W finale konkursu rzucił najdalej na odległość 62,12. Z wynikiem tym uplasował się na 10. miejscu w końcowej klasyfikacji.